# Leptinopterus melanarius
Leptinopterus melanarius is een keversoort uit de familie vliegende herten (Lucanidae). De wetenschappelijke naam van de soort is voor het eerst geldig gepubliceerd in 1845 door Hope in Westwood.